# Old Naini Bridge
Old Naini Bridge je železniční most v indickém městě Prajágrádž ve státě Uttarpradéš. Dvoupatrový most přes řeku Jamunu je součástí železniční trati Mugalsaráj–Kánpur. 
Ocelový most slouží kromě železniční dopravy i pro dopravu silniční (ve svém horním patře), dolní patro potom je využíváno silničními vozidly. Most vede severo-jižním směrem, jeho celková délka činí 1006 m. 
V 50. letech 19. století bylo překročení řeky Jamuny posledním místem pro dokončení hlavní trati, směřující ve směru toku řeky Gangy. Po nějakou dobu zde fungoval přívoz pro jednotlivé vlaky. V roce 1859 bylo rozhodnuto o výstavbě mostu, dne 15. srpna 1865 byla stavba slavnostně dokončena. Díky tomu bylo možné dojet vlakem z Dillí až k městu Howrah u současné hranice s Bangladéšem. Příhradová konstrukce mostu byla posazena na masivní kamenné pilíře, most musel vydržet i značné výkyvy hladiny řeky, které způsobují jednak povodně a jednak období monzunu. Most se čtrnácti poli navrhl britský inženýr James Meadows Rendel. 
V letech 1928 až 1929 byla původní ocelová konstrukce mostu vyměněna. Rovněž bylo přibudováno druhé patro, které slouží pro silniční dopravu. Dále po proudu řeky Jamuny vznikl později nový dálniční most, který staré britské stavbě značným způsobem ulehčil. V 70. letech byla elektrifikována trať na mostě, v roce 2007 byly vyměněny původní dřevěné pražce za ocelové.
Na počátku 21. století oslavil most více než 150 let své existence, stále se však nacházel v uspokojivém technickém stavu.